# Biskupi Liège
Lista biskupów historycznych diecezji Tongeren, Maastricht i Liège (Niderlandy), obecnie diecezja Liège (Belgia).

## Biskupi Tongeren-Maastricht-Liège, ok. 315-971
- Św. Maternus (ok. 315) – stolica w Tongeren
- Św. Serwacy (342–384)
- Aravatius
- św. Falkon (ok. 498–512)
- Św. Domicjan (?-560)
- Ebergisus
- Św. Monulfus (549–588); przeniósł stolicę do Maastricht
- Św. Gondulf (589–614)
- Św. Ebregise (614–627)
- Św. Jan I Agnus (627–647)
- Św. Amand (647–650)
- Św. Remaclus (652–662)
- Św. Teodard (662–669)
- Św. Lambert (669–700 lub później); patron diecezji
- Św. Hubert (701–727; przeniósł stolicę do Liège) – patron miasta
- Św. Florybert (727–736 lub 738)
- Fulcaire (736 lub 738–769)
- Agilfride (769–787)
- Gerbert lub Gerbald(787–809)
- Walcaud (809–831)
- Erard (831–838 lub 840)
- Hartgard (838 lub 840–857)
- Franco (858–901)
- Stephen (901–920)
- Richer (920–945)
- Hugh I (945–947)
- Farabert (947–953)
- Rathier (953–955)
- Baldrick I (955–959)
- Eraclus (Eraclius, Evraclus) (959–971)

## Książęta-biskupi Liège, 972-1794
- Notger (972–1008; założyciel Księstwa Liège)
- Baldryk II (1008–1018)
- Wolbodo (1018–1021)
- Durandus (1021–1025)
- Reginard (1025–1037)
- Nithard (1037–1042)
- Wazo (1042–1048)
- Theodwin (1048–1075)
- Henryk z Verdun (1075–1091)
- Otbert (1091–1119)
- Fryderyk z Namur (1119–1121)
- Albero I z Louvain (1122–1128)
- Aleksander I z Jülich (1128–1135)
- Albero II (1135–1145)
- Henry II (1145–1164)
- Alexander II (1164–1167)
- Rudolf z Zähringen (1167–1191)
- Albert z Louvain (1191–1192)
- Lotar z Hochstaden (1192–1193)
- Szymon z Limburga (1193–1195)
- Albert z Cuyck (1195–1200)
- Hugo z Pierrepont (1200–1229)
- Jan z Eppes (1229–1238)
- Wilhelm Sabaudzki (1238–1239)
- Robert z Thourotte (1240–1246)
- Henryk z Geldrii (1247–1274)
- Jan z Enghien (1274–1281)
- Jan z Flandrii (1282–1291)
- Hugo Chalon (1295–1301)
- Adolf II Waldeck (1301–1302)
- Thibaut z Bar (1302–1312)
- Adolf z Mark (1313–1344)
- Engelbert z Mark (1345–1364)
- Jan z Arckel (1364–1378)
- Arnold z Hornes (1378–1389)
- Jan bawarski (1389–1418)
- Jan Walenrode (1418–1419)
- Jan z Heinsberg (1419–1455)
- Louis Burbon (1456–1482)
- Jan z Hornes (1484–1505)
- Erard z La Marck (1505–1538)
- Korneliusz z Berghes (1538–1544)
- Jerzy z Austrii (1544–1557)
- Robert z Berghes (1557–1564)
- Gerard z Grœsbeek (1564–1580)
- Ernest Wittelsbach (1581–1612)
- Ferdynand Wittelsbach (1612–1650)
- Maksymilian Henryk Wittelsbach (1650–1688)
- Jan Ludwik (1688–1694)
- Józef Klemens Wittelsbach (1694–1723)
- Georges-Louis de Berghes (1724–1743)
- Jan Teodor Wittelsbach (1744–1763)
- Charles-Nicolas d’Oultremont (1763–1771)
- François-Charles de Velbruck (1772–1784)
- César-Constantin-François de Hœnsbrœck (1784–1792)
- François-Antoine-Marie de Méan (1792–1794)

## Biskupi Liège, od 1802
- Jean-Évangéliste Zäpfel (1802–1808)
- nieobsadzone (1808–1829)
- Corneille Richard Antoine van Bommel (1829–1852)
- Theodor Joseph de Montpellier (1852–1879)
- Victor Joseph Douterloux (1879–1901)
- Martin-Hubert Rutten (1902–1927)
- Louis-Joseph Kerkhofs (1927–1961)
- Guillaume Marie van Zuylen (1961–1986)
- Albert Houssiau (1986–2001)
- Aloys Jousten (2001–2013)
- Jean-Pierre Delville (od 2013)